# Brook, Isle of Wight
Brook är en by i civil parish Brighstone, på ön Isle of Wight, i grevskapet Isle of Wight i England. Byn är belägen 12 km från Newport. Brook var en civil parish fram till 1933 när blev den en del av Brighstone. Civil parish hade 156 invånare år 1931. Byn nämndes i Domedagsboken (Domesday Book) år 1086, och kallades då Broc.